# Kungariket Portugal
Kungariket Portugal var en monarki  på Iberiska halvön i Europa. Kungariket existerade åren 1139–1910 och ersattes av första portugisiska republiken efter kungamordet i Lissabon 1908 och slutligen oktoberrevolutionen 1910.

## Början och slut
Andra Grevskapet Portugal (1093–1139), efterträdare till Första Portugal (868–1071), blev ett kungarike den 26 juli 1139 då Alfons I utropades till kung av Portugal.
1908 mördades kung Carlos I av Portugal i Lissabon. Monarkin i Portugal varade fram till 5 oktober 1910, då Portugal efter en revolution utropades till republik. 1910 års avskaffande av monarkin ledde till 16 års kamp för att upprätthålla parlamentarisk demokrati under republikanism.

## Portugisiska imperiet

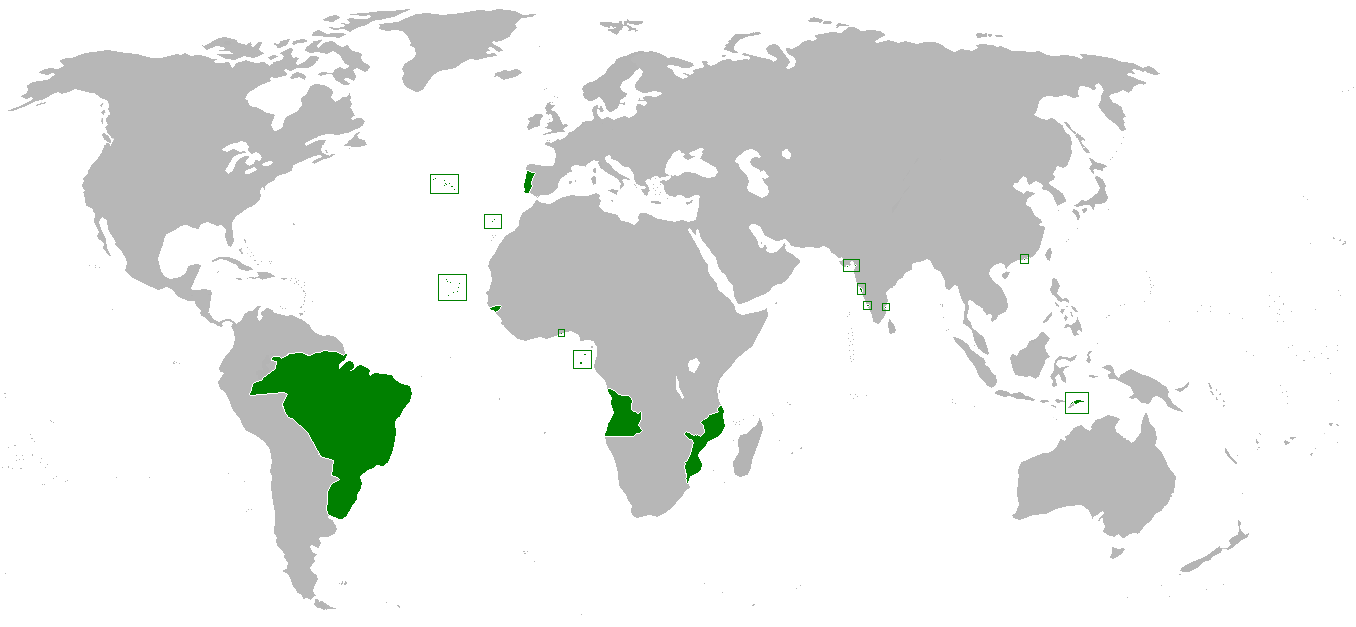
Portugisiska imperiet 1822.

Med åren byggde Portugal upp det portugisiska imperiet från 1415, vilket syftade på dess besittningar, där den största var Brasilien (som skapades 1500, men blev självständig stat 1822). Kvarstående områden låg under republikens kontroll långt in under 1900-talet, och Portugals sista territorier var Portugisiska Västafrika och Portugisiska Östafrika som släpptes 1975 och slutligen Macau 1999.